# Stipa chubutensis
Stipa chubutensis är en gräsart som beskrevs av Carlos Luis Spegazzini. Stipa chubutensis ingår i släktet fjädergrässläktet, och familjen gräs. Inga underarter finns listade i Catalogue of Life.